# 四辻公賀
四辻 公賀（よつつじ きんよし）は、江戸時代末期から明治時代の公卿。官位は正三位、参議。

## 経歴
権大納言四辻公績の子として生まれる。嘉永5年（1852年）に叙爵、翌嘉永6年（1853年）に元服、昇殿、文久元年（1861年）に侍従、従四位下に昇進、慶応元年（1865年）に参議、翌慶応2年（1866年）に従三位に昇進した。維新後は越後府知事・陸軍将・宮内権大丞・雅楽助を歴任した。

## 官歴
- 嘉永5年12月19日（1853年1月28日） ー 従五位下
- 嘉永6年3月27日（1853年5月4日） ー 元服、昇殿、従五位上
- 安政2年2月17日（1855年4月3日） ー 正五位下
- 文久元年1月23日（1861年3月4日） ー 侍従
- 文久元年2月11日（1861年3月21日） ー  従四位下
- 文久2年10月28日（1862年12月19日） ー 右近衛権少将
- 文久3年1月5日（1863年2月22日） ー 従四位上
- 文久3年9月20日（1863年11月1日） ー 右近衛権中将
- 元治元年3月23日（1864年4月28日） ー 正四位下
- 慶応元年12月23日（1866年2月8日） ー 参議
- 慶応2年2月10日（1866年3月26日） ー 従三位
- 慶応4年7月27日（1868年9月13日） ー 越後府知事
- 明治元年9月9日（1868年10月24日） ー 陸軍将
- 明治2年2月23日（1869年4月4日） ー 正三位
- 明治3年11月8日（1870年12月29日） ー 雅楽助
- 明治4年8月12日（1871年9月26日） ー 式部寮七等
- 明治5年11月24日（1872年12月24日） ー 大掌典
- 明治6年（1873年6月5日） ー 大伶人

## 家族
- 父：四辻公績
- 母：広橋麗仙（広橋胤定の娘）
- 養父：四辻公健
- 妻：正親町順子（正親町実徳の娘）
  - 長男：室町公大
    - 孫 室町公藤（伯爵、掌典長）
    - 孫 芝亭公同（芝亭愛古養子）
      - 曾孫　愛子(1929/8/5[1])
      - 曾孫　薫(1931/11/29、吉川尚宏夫人[1])

  - 次男：修次郎[2]
  - 三男：満三郎[2]
  - 四男：東儀民四郎(東儀季煕養子[2])
  - 女子：室町賀子
  - 女子：室町布幾
  - 女子：室町芳子 - 高千穂宣麿夫人
  - 養子：室町公康 - 公賀の弟